# Scotopteryx albiclausa
Scotopteryx albiclausa là một loài bướm đêm trong họ Geometridae.